# Mike Awesome
Michael Lee Alfonso, noto con lo pseudonimo Mike Awesome (Tampa, 24 gennaio 1965 – Tampa, 17 febbraio 2007), è stato un wrestler statunitense.
Nel corso della sua carriera ha lottato in alcune delle federazioni di wrestling più importanti al mondo, tra le quali la World Wrestling Entertainment, la World Championship Wrestling e la Extreme Championship Wrestling.

## Carriera

### Anni novanta
Michael Alfonso crebbe insieme al cugino Michael Bollea; i due decisero di intraprendere la carriera di wrestler negli anni ottanta, con l'intenzione di seguire le orme di Hulk Hogan, zio di Bollea. Alfonso cominciò i primi allenamenti presso la palestra della Pro Wrestling Federation di Steve Keirn e debuttò ufficialmente sul ring nel 1990; lottò quindi in diverse federazioni del circuito indipendente nord-americano.
All'inizio degli anni novanta Alfonso decise di provare, come già fatto da altri wrestler della sua generazione, un'esperienza in Giappone: entrò nel roster della Frontier Martial-Arts Wrestling con lo pseudonimo The Gladiator. Nel 1994 conquistò il primo di sei titoli nella federazione, il World Brass Knuckles Tag Team Championship con Big Titan; il suo periodo giapponese è ricordato soprattutto per la faida intrapresa con Masato Tanaka.
Alfonso rimase coinvolto in un litigio nel backstage della FMW con alcuni membri della Yakuza, i quali avevano poco prima picchiato il suo collega e amico Sabu. Alfonso fu costretto a restare chiuso nello spogliatoio assieme agli altri wrestler non giapponesi per più di due ore, poiché i membri della Yakuza li aspettavano nel corridoio; la situazione si risolse grazie all'intervento di Atsushi Onita.
Nel 1994, parallelamente all'esperienza giapponese, Alfonso lottò per un breve periodo negli Stati Uniti: prese parte a diversi show della Extreme Championship Wrestling con lo pseudonimo Mike Awesome; tornò in ECW nell'estate del 1998 affrontando nuovamente Masato Tanaka e guadagnando un'enorme popolarità.
Alfonso si infortunò gravemente ad un ginocchio durante un match; ciò lo costrinse a stare lontano dal ring per circa un anno. Al suo rientro, vinse in breve tempo l'ECW World Heavyweight Championship sconfiggendo il campione Tazz e Masato Tanaka in un Triple Threat match.

### Anni duemila
Consolidata la sua posizione da main-eventer in ECW, Alfonso si rese protagonista di un'apparizione a sorpresa nella World Championship Wrestling: prese infatti parte ad una puntata di Monday Nitro nell'aprile del 2000 attaccando Kevin Nash; nell'occasione, si presentò con la cintura dell'ECW World Heavyweight Championship. Alfonso continuò ad apparire negli show della WCW, con la quale firmò un contratto, ma senza la cintura di campione. Per permettere il rientro della corona in ECW, Paul Heyman trovò un accordo con la WCW: Alfonso, sotto contratto con la WCW e Campione ECW, presenziò ad un evento della ECW accompagnato dal capo della sicurezza della WCW e perse il titolo in un match contro Tazz (da poco sotto contratto con la WWF); quest'ultimo perse la cintura una settimana dopo in favore di Tommy Dreamer (wrestler della ECW).
Nella WCW Alfonso, il quale mantenne il ring name Mike Awesome, si alleò al New Blood, aiutando occasionalmente Billy Kidman nel suo feud con Hulk Hogan. Awesome diede inoltre vita ad un feud con Kevin Nash e Kanyon. Cambiò quindi gimmick in diverse occasioni, assumendo infine quella di "Canadian Career Killer"; si alleò alla stable del Team Canada, assieme a Lance Storm ed Elix Skipper. Prese quindi parte al feud che il suo gruppo intraprese con i Filthy Animals, perdendo una Hair-vs-Hair match contro Konnan.
In seguito all'acquisto della WCW da parte della WWE avvenuto nel marzo del 2001, Awesome prese parte all'angle dell'Invasion; al suo debutto, il 25 giugno a Raw is War, vinse il WWF Hardcore Championship, diventando il primo membro "Invasore" a vincere un titolo nella WWF. Perse la cintura qualche settimana dopo per mano di Jeff Hardy a SmackDown. Le presenze di Awesome si fecero via via sempre più rade; fu tolto da gran parte delle storyline legate all'Invasion e si infortunò nel novembre 2001.
Terminata l'esperienza dell'Alliance, Awesome fu assegnato a SmackDown! con l'applicazione della brand extension. Apparì poche volte negli show televisivi e fu licenziato nel settembre del 2002. In seguito, nel libro di R.D. Reynolds e Bryan Alvarez The Death of WCW, Awesome disse chiaramente che il suo periodo nella WWF/E fu orrendo e che quando lo licenziarono fu felice.
Lottò quindi qualche match nella Total Nonstop Action Wrestling (TNA) e si impegnò nel circuito indipendente statunitense e giapponese.
Il 12 giugno 2005 prese parte a One Night Stand, dove sconfisse Masato Tanaka nell'ultimo match della sua carriera; i due wrestler ricevettero una standing ovation al termine dell'incontro.

## Morte
Il 17 febbraio 2007 il corpo di Mike Alfonso fu trovato privo di vita nella sua casa a Tampa. Stando all'autopsia, il lottatore si sarebbe suicidato impiccandosi. Alla base del gesto sembra ci sia stata una grave crisi coniugale: Alfonso fu arrestato per aver aggredito la moglie, che aveva richiesto il divorzio, e durante la sua permanenza in carcere la moglie abbandonò il tetto coniugale. Alfonso sprofondò nella depressione e poco dopo l'uscita dal carcere si impiccò.

## Personaggio

### Mosse finali
- Awesome Bomb (Over the shoulder powerbomb)
- Awesome Splash (Stretch out frog splash)

### Manager
- Jeff Jones
- Major Gunns

### Soprannomi
- "Awesome"
- "Captain Awesome"
- "Career Killer"
- "Fat Chick Thriller"

### Musiche d'ingresso
- Awesome Bomb dei Reckless Fortune (ECW)
- Dive dei Nirvana (ECW)
- He Is Awesome dei FMW (ECW, Japan)
- Phantom Lord degli Anthrax (ECW)
- Welcome to the Jungle dei Guns N’ Roses (ECW)

## Titoli e riconoscimenti
- Extreme Championship Wrestling
  - ECW World Heavyweight Championship (2)
  - ECW World Tag Team Championship (1) – con Raven

- Frontier Martial-Arts Wrestling
  - FMW Independent World Heavyweight Championship (1)
  - FMW World Brass Knuckles Heavyweight Championship (2)
  - FMW World Brass Knuckles Tag Team Championship (2) – con Big Titan (1) e con Mr. Pogo (1)
  - FMW World Street Fight 6-Man Tag Team Championship (1) – con Hisakatsu Oya e Horace Boulder

- Major League Wrestling
  - MLW World Heavyweight Championship (1)

- World Wrestling Entertainment
  - WWE Hardcore Championship (1)